# Procéleusmatique
Le procéleusmatique (du grec ancien προκελευσματικός, composé de « pro » qui signifie « avant, devant » et de « kéleusma » qui signifie « ordre, commandement » mais aussi « chant nautique cadencé » entonné dans la marine latine par le posarius et réglant le rythme des rameurs) ou tétrabraque (littéralement « aux quatre brèves ») est un pied tétrasyllabique de la métrique antique et notamment de la poésie grecque et latine. Il est composé de quatre syllabes brèves et se note | ∪ ∪ ∪ ∪ |. De genre égal, il contient quatre mores. On peut le décomposer en deux pyrrhiques : | ∪ ∪ | ∪ ∪ |

## Exemples antiques
Le mot grec ancien φιλόσοφος ou le mot latin ănĭmŭlă obéissent à ce rythme.
Le procéleusmatique, rareté métrique, peut provenir en poésie de la résolution de divers pieds en quatre brèves, notamment dans les mètres de la comédie.

## Utilisation en métrique accentuée
Dans la métrique accentuée de certaines langues modernes, il désigne une séquence de quatre syllabes inaccentuées. Un vers du villancico espagnol d'Enríquez de Valderrábano (1547) peut ainsi se scander comme un tétramètre procéleusmatique catalectique :
| ∪ ∪ ∪ ∪ | ∪ ∪ ∪ ∪ | ∪ ∪ ∪ ∪ | ∪ ∪ ∪ |

Donde son estas serranas | del pinar d(e) Avila son (8 + 7 syllabes)